# Miller (Missouri)
Miller és una població dels Estats Units a l'estat de Missouri. Segons el cens del 2000 tenia 754 habitants.

## Demografia
Segons el cens del 2000, Miller tenia 754 habitants, 323 habitatges, i 207 famílies. La densitat de població era de 383,1 habitants per km².
Dels 323 habitatges en un 31% hi vivien nens de menys de 18 anys, en un 47,1% hi vivien parelles casades, en un 11,1% dones solteres, i en un 35,9% no eren unitats familiars. En el 34,1% dels habitatges hi vivien persones soles el 14,9% de les quals corresponia a persones de 65 anys o més que vivien soles. El nombre mitjà de persones vivint en cada habitatge era de 2,33 i el nombre mitjà de persones que vivien en cada família era de 2,98.
Per edats la població es repartia de la següent manera: un 27,1% tenia menys de 18 anys, un 7,6% entre 18 i 24, un 27,2% entre 25 i 44, un 21,2% de 45 a 60 i un 17% 65 anys o més.
L'edat mediana era de 36 anys. Per cada 100 dones de 18 o més anys hi havia 92,3 homes.
La renda mediana per habitatge era de 24.722 $ i la renda mediana per família de 32.222 $. Els homes tenien una renda mediana de 26.000 $ mentre que les dones 17.768 $. La renda per capita de la població era de 12.680 $. Entorn del 17% de les famílies i el 20,2% de la població estaven per davall del llindar de pobresa.

## Poblacions més properes
El següent diagrama mostra les poblacions més properes.